# Ciclismo nos Jogos Pan-Americanos de 2015 - Corrida em estrada feminina
A competição da corrida em estrada feminina foi um dos eventos do ciclismo nos Jogos Pan-Americanos de 2015 em Toronto. Foi disputada nas ruas de Toronto no dia 25 de julho com largada e chegada na Exhibition Place.

## Calendário
Horário local (UTC-4).
| Data        | Horário | Fase  |
| ----------- | ------- | ----- |
| 25 de julho | 13:05   | Final |

## Medalhistas
| Ouro   | CAN Jasmin Glaesser   |
| Prata  | CUB Marlies Mejias    |
| Bronze | CAN Allison Beveridge |

## Resultados
| Colocação         | Ciclista                   | Nacionalidade         | Tempo   |
| ----------------- | -------------------------- | --------------------- | ------- |
| Medalha de ouro   | Jasmin Glaesser            | CAN Canadá            | 2:07:17 |
| Medalha de prata  | Marlies Mejias             | CUB Cuba              | 2:07:17 |
| Medalha de bronze | Allison Beveridge          | CAN Canadá            | 2:07:51 |
| 4                 | Arlenis Sierra             | CUB Cuba              | 2:07:51 |
| 5                 | Cristina Irma Greve        | ARG Argentina         | 2:07:51 |
| 6                 | Paola Muñoz                | CHI Chile             | 2:07:51 |
| 7                 | Ruth Winder                | USA Estados Unidos    | 2:07:52 |
| 8                 | Yumari González            | CUB Cuba              | 2:07:52 |
| 9                 | Rocha Guerrero             | MEX México            | 2:07:52 |
| 10                | Tapia Romero               | VEN Venezuela         | 2:07:52 |
| 11                | Ingrid Drexel              | MEX México            | 2:07:52 |
| 12                | Karla Vallejos             | CHI Chile             | 2:07:52 |
| 13                | Ana Paula Polegatch        | BRA Brasil            | 2:07:52 |
| 14                | Jennifer Cesar             | VEN Venezuela         | 2:07:52 |
| 15                | Zuralmy Rivas              | VEN Venezuela         | 2:07:52 |
| 16                | Yeny Colmenares            | COL Colômbia          | 2:07:52 |
| 17                | Edith Guillén              | CRC Costa Rica        | 2:07:53 |
| 18                | Evelyn García              | ESA El Salvador       | 2:07:53 |
| 19                | Daniela Guajardo           | CHI Chile             | 2:07:53 |
| 20                | Lizbeth Salazar            | MEX México            | 2:07:53 |
| 21                | Emelyn Galicia Ramirez     | GUA Guatemala         | 2:07:54 |
| 22                | Mariela Delgado            | ARG Argentina         | 2:07:54 |
| 23                | Miryam Nuzez Padilla       | ECU Equador           | 2:07:55 |
| 24                | Clemilda Fernandes         | BRA Brasil            | 2:07:55 |
| 25                | Camila Andrea Valbuena Roa | COL Colômbia          | 2:07:55 |
| 26                | Milagro Mena Solano        | CRC Costa Rica        | 2:07:55 |
| 27                | Tamiko Butler              | ANT Antígua e Barbuda | 2:07:56 |
| 28                | Janildes Fernandes         | BRA Brasil            | 2:07:56 |
| 29                | Kirsti Lay                 | CAN Canadá            | 2:07:57 |
| 30                | Lauren Tamayo              | USA Estados Unidos    | 2:08:00 |
| 31                | Cynthia Lee Lopez          | GUA Guatemala         | 2:22:56 |
| 32                | Jasmin Soto Lopez          | GUA Guatemala         | 2:22:56 |
| 33                | María Vargas               | CRC Costa Rica        | 2:29:17 |
| 34                | Zoenique Williams          | BER Bermudas          | DNF     |

Legenda
| Recorde mundial                  | Recorde mundial (World record)               |                       | Recorde africano                      | Recorde africano (African) |                                           | Q | Classificado por posição (Qualified) |
| Recorde dos Jogos Pan-Americanos | Recorde pan-americano (Pan-American record)  | Recorde da América    | Recorde da América (Americas)         | q                          | Classificado por melhor tempo (Qualified) |   |                                      |
| Melhor marca do ano              | Melhor marca do ano (World leading)          | Recorde asiático      | Recorde asiático (Asian)              | DNS                        | Não largou (Did not start)                |   |                                      |
| Recorde nacional                 | Recorde nacional (National record)           | Recorde europeu       | Recorde europeu (European)            | DNF                        | Não terminou (Did not finish)             |   |                                      |
| Recorde pessoal                  | Recorde pessoal do atleta (Personal best)    | Recorde da Oceania    | Recorde da Oceania (Oceania)          | DSQ / DQ                   | Desclassificado (Disqualified)            |   |                                      |
| Recorde da temporada             | Recorde da temporada do atleta (Season best) | Recorde sul-americano | Recorde sul-americano (South America) | NM                         | Sem marca (No mark)                       |   |                                      |